# 朝緑冨五郎
朝緑 冨五郎（あさみどり とみごろう、1889年2月4日 - 1947年12月3日）は、現在の山形県鶴岡市出身で立田川部屋、出羽海部屋に所属した力士。本名は石田 富五郎（旧姓伊藤）。173cm、86kg。最高位は東前頭13枚目。大起男右エ門の岳父。

## 経歴
1907年5月初土俵、1912年5月十両昇進。1916年1月新入幕したが、連続負け越しで十両陥落。1919年1月廃業した。その後は相撲茶屋の伊勢福の養子になった。

## 成績
- 番付在位場所数：24場所
- 十両在位：11場所
- 十両成績：26勝31敗5分2預
- 幕内在位：2場所
- 幕内成績：3勝13敗2分2預
- 通算成績：29勝44敗7分4預[2]
- 各段優勝：幕下優勝2回

### 場所別成績
| 1907年 （明治40年） | x                           | 西序ノ口8枚目 –         |
| 1908年 （明治41年） | 西序二段32枚目 –            | 東三段目41枚目 –        |
| 1909年 （明治42年） | 西三段目27枚目 –            | 西三段目17枚目 –        |
| 1910年 （明治43年） | 西幕下42枚目 –              | 東幕下30枚目 –          |
| 1911年 （明治44年） | 西幕下43枚目 –              | 西幕下19枚目 –          |
| 1912年 （明治45年） | 東幕下4枚目 優勝 5–0        | 東十両8枚目 2–3         |
| 1913年 （大正2年） | 西十両13枚目 3–1 1分        | 東十両5枚目 3–3         |
| 1914年 （大正3年） | 西十両9枚目 1–5             | 西幕下4枚目 優勝 5–0    |
| 1915年 （大正4年） | 東十両5枚目 4–1             | 西十両筆頭 5–2          |
| 1916年 （大正5年） | 東前頭14枚目 3–4 1分2預     | 東前頭13枚目 0–9 1分    |
| 1917年 （大正6年） | 東十両2枚目 2–4 2分         | 東十両10枚目 2–1 1分1預 |
| 1918年 （大正7年） | 東十両3枚目 1–5 1分         | 東十両10枚目 2–3        |
| 1919年 （大正8年） | 東十両14枚目 引退 1–3–0 1預 | x                       |
| 各欄の数字は、「勝ち-負け-休場」を示す。 優勝 引退 休場 十両 幕下 三賞：敢=敢闘賞、殊=殊勲賞、技=技能賞 その他：★=金星 番付階級：幕内 - 十両 - 幕下 - 三段目 - 序二段 - 序ノ口 幕内序列：横綱 - 大関 - 関脇 - 小結 - 前頭（「#数字」は各位内の序列） |                             |                         |

- 幕下以下の地位は小島貞二コレクションの番付実物画像による。

## 改名
番付上の表記揺れを無視すれば改名歴なし。
ただし、番付上の表記揺れとして、1908年1月場所は「浅ミとり 冨五郎」、1908年5月場所 - 1911年5月場所は「浅緑 冨五郎」と記されている。また相撲レファレンスによれば下の名前は幕下の1912年1月場所と1914年5月場所に「富五郎」としてそれ以外は「冨五郎」として登録されているが、番付の実物画像を見る限りでは一貫して「冨五郎」である。